# Сахалин (телерадиокомпания)
Государственная телевизионная и радиовещательная компания «Сахалин» — филиал ФГУП «Всероссийская государственная телевизионная и радиовещательная компания» в Сахалинской области.

## История
В 1946 году началась пробная радиотрансляция.
В 1960 году началось открытие Южно-Сахалинской студии телевидения.
В 1989 году началось внедрение видеографики при изготовлении видеосюжета.
В 1992 году Комитет по телевидению и радиовещанию был переименован в ГТРК «Сахалин». В том же году ГТРК «Сахалин» осуществляет вещание собственного канала на 5-й метровой частоте, делясь ею с телеканалами «Европа Плюс Сахалин» и «2х2 на Сахалине». В разное время сетевыми партнёрами являлись 2х2, НТВ, СТС, ТВ Центр и Rambler Телесеть. В настоящий момент на частоте вещает Россия-24.
В 2004 году стала филиалом ВГТРК.

## Время вещания
По будням на телеканале «Россия 1»:
- 05:07
- 05:35
- 06:07
- 06:35
- 07:07
- 07:35
- 08:07
- 08:35
- 09:00
- 09:34
- 14:30
- 21:05

Выходные дни:
- По Субботам — 08:00-08:15 и 08:20-08:35 (Местное время. Суббота)
- По Воскресеньям — 08:00 (Местное время. Воскресенье).

По будням на телеканале «Россия 24»:
- 09:00
- 16:00
- 19:00

По выходным:
- 16:00

По понедельникам:
- 13:00

ГТРК «Сахалин» вещает по будням в 07:10, 11:10 и 16:45, по субботам в 08:10 и по воскресеньям в 11:10 на Радио России.

## Программы
- Вести-Сахалин. Курилы
- Вести-Утро. Сахалин. Курилы
- Специальный репортаж
- Вести. Интервью.
- Уримал Бансон КТВ (Информационная программа на корейском языке)
- Глаза в Глаза
- Персона года.
- Вести. Культура.
- Шесть пятерок.
- Сахалин православный.

## Структура ГТРК «Сахалин»
- Россия 1 и ГТРК «Сахалин»
- Россия 24 и ГТРК «Сахалин»
- Радио России и ГТРК «Сахалин» (5-1) (ФГУП «ВГТРК») — г.Южно-Сахалинск — FM 106,0 МГц
- Радио Маяк и ГТРК «Сахалин» (6-1) (ФГУП «ВГТРК») — г.Южно-Сахалинск — FM 103,5 МГц
- Вести FM и ГТРК «Сахалин» (0-24) (ФГУП «ВГТРК») — г.Южно-Сахалинск — FM 107,2 МГц